# جروارنه
جروارنه (به ایتالیایی: Gerocarne) یک کومونه در ایتالیا است که در استان ویبو والنتیا واقع شده‌است.

## خصوصیات
جروارنه ۴۴٫۹ کیلومترمربع مساحت و ۲٬۳۹۱ نفر جمعیت دارد.